# بتي رون
بتي رون (بالفرنسية: Le Petit Rosne)‏ هو نهر صغير في فرنسا طوله 17 كم في إقليم فال دواز شمال مدينة باريس في منطقة إيل دو فرانس.